# Albert Keck
Albert Keck (4 d'agost de 1930 - juny de 1990) és un antic futbolista alemany que va jugar internacionalment amb la Selecció de futbol del Sarre.